# La gallina ciega (Goya)
La gallina ciega (1789) es uno de los cartones que servían como modelo para las manufacturas de la Real Fábrica de Tapices de Santa Bárbara de Francisco de Goya y estaba destinado a la decoración del dormitorio de las infantas del Palacio de El Pardo y fue realizado poco después de que accediera al trono de España el rey Carlos IV. Se trata de la cuarta serie de cartones que Goya realizó entre 1788 y 1792, dedicados al ocio y las diversiones campestres. Tanto la pintura como el boceto, se conservan en el Museo del Prado.
Este cuadro muestra muchachos jugando al popular pasatiempo de «la gallina ciega», con un personaje vendado en el centro que intenta tentar a los demás, que bailan en corro, con una gran cuchara.

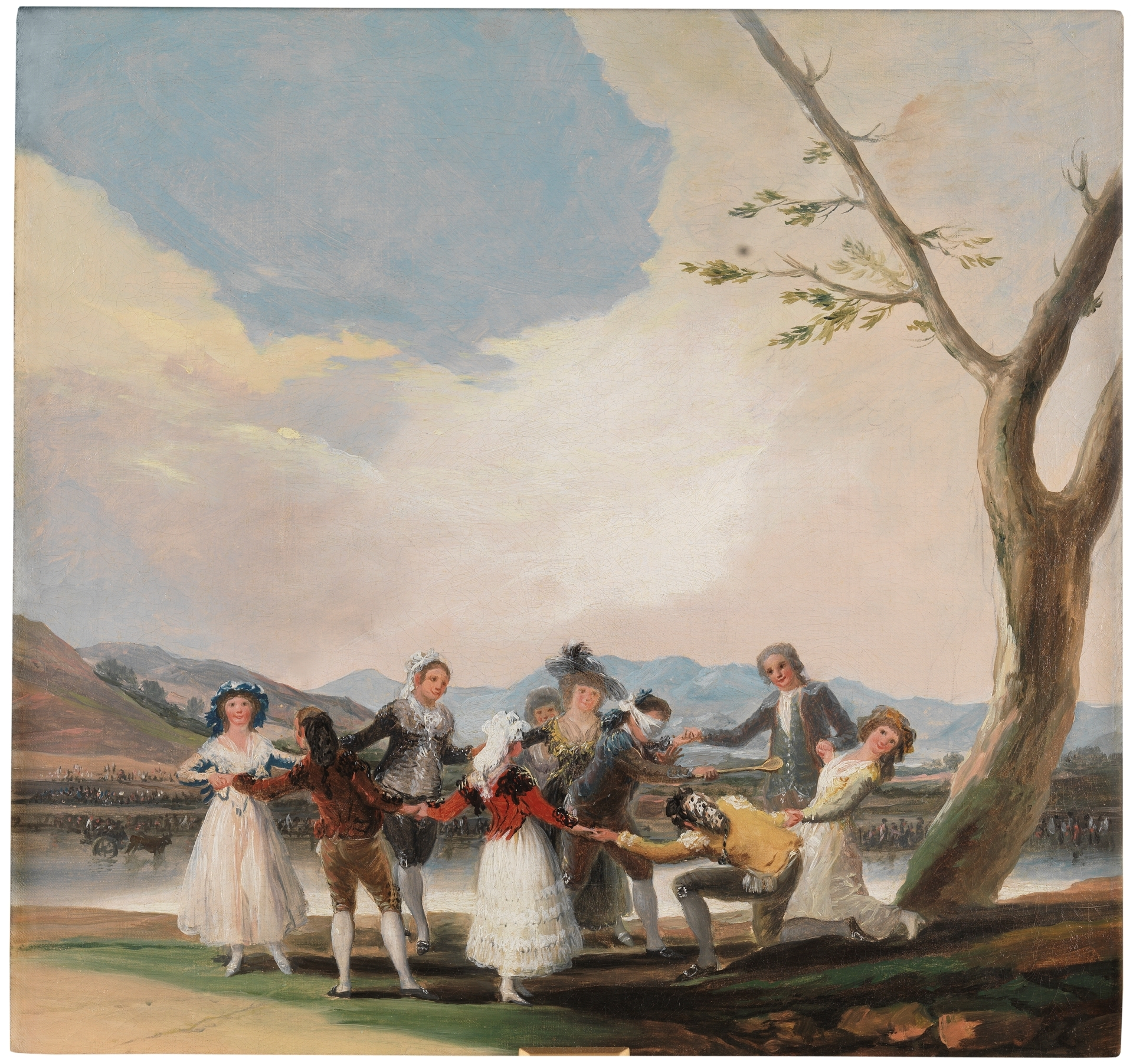
La gallina ciega (boceto), 41 x 44 cm.

Los jóvenes están vestidos de majos y majas, atuendo de las capas humildes de la sociedad española con que los aristócratas (como los de este cuadro) gustaron de vestir. Algunos otros, con casacas de terciopelo y tocados de plumas, siguen en cambio los dictados de la moda de las clases altas venida de Francia.
La composición está resuelta alternando los personajes entre los huecos que dejan los situados en primer y último término, y contrastando el joven que se agacha a la derecha para esquivar el cucharón con el que le intenta tocar y la mujer inclinada hacia atrás con otro joven que lo hace hacia adelante.
El cuadro es un exponente decantado del estilo galante o Rococó, y sus rasgos de estilo característicos: vivacidad, inmediatez, curiosidad, cromatismo de suaves rosas, texturas de gasa en las faldas de las mujeres, un paisaje de fondo luminoso y el reflejo de un momento encantador de disfrute de la vida no exento de posibilidades de flirteo.

## Galería
Copias realizadas por la Real Fábrica de Tapices de Santa Barbara en Madrid:

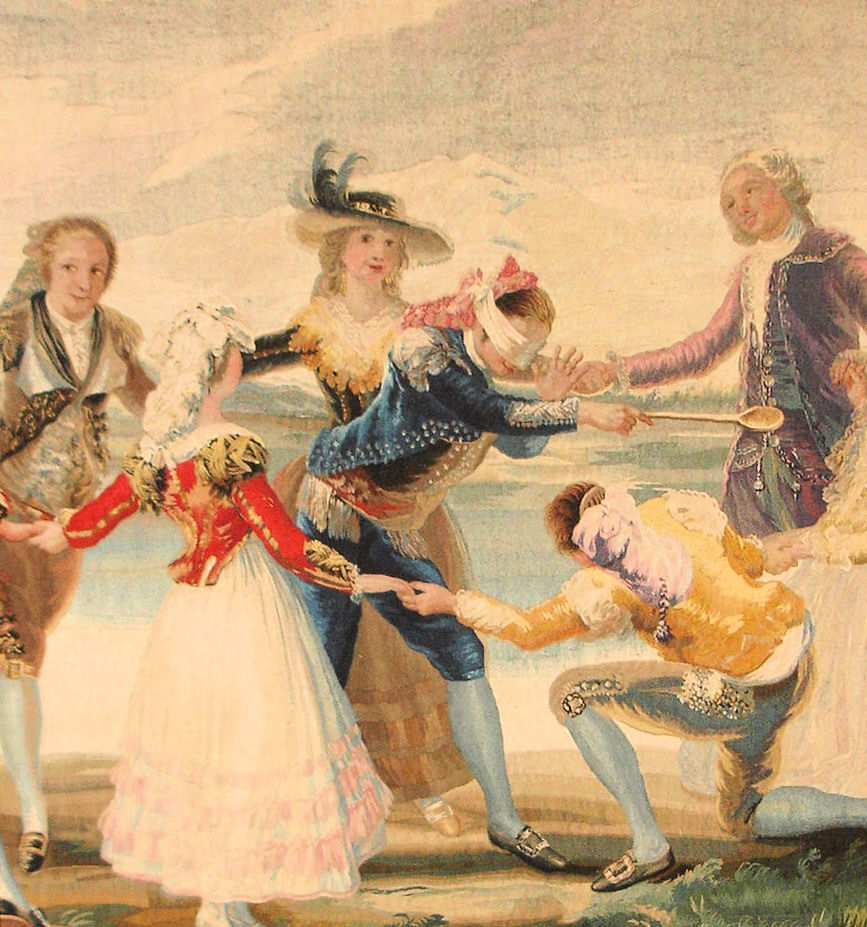
collecion real, Palacio Real de Bruselas - Salon de Goya.
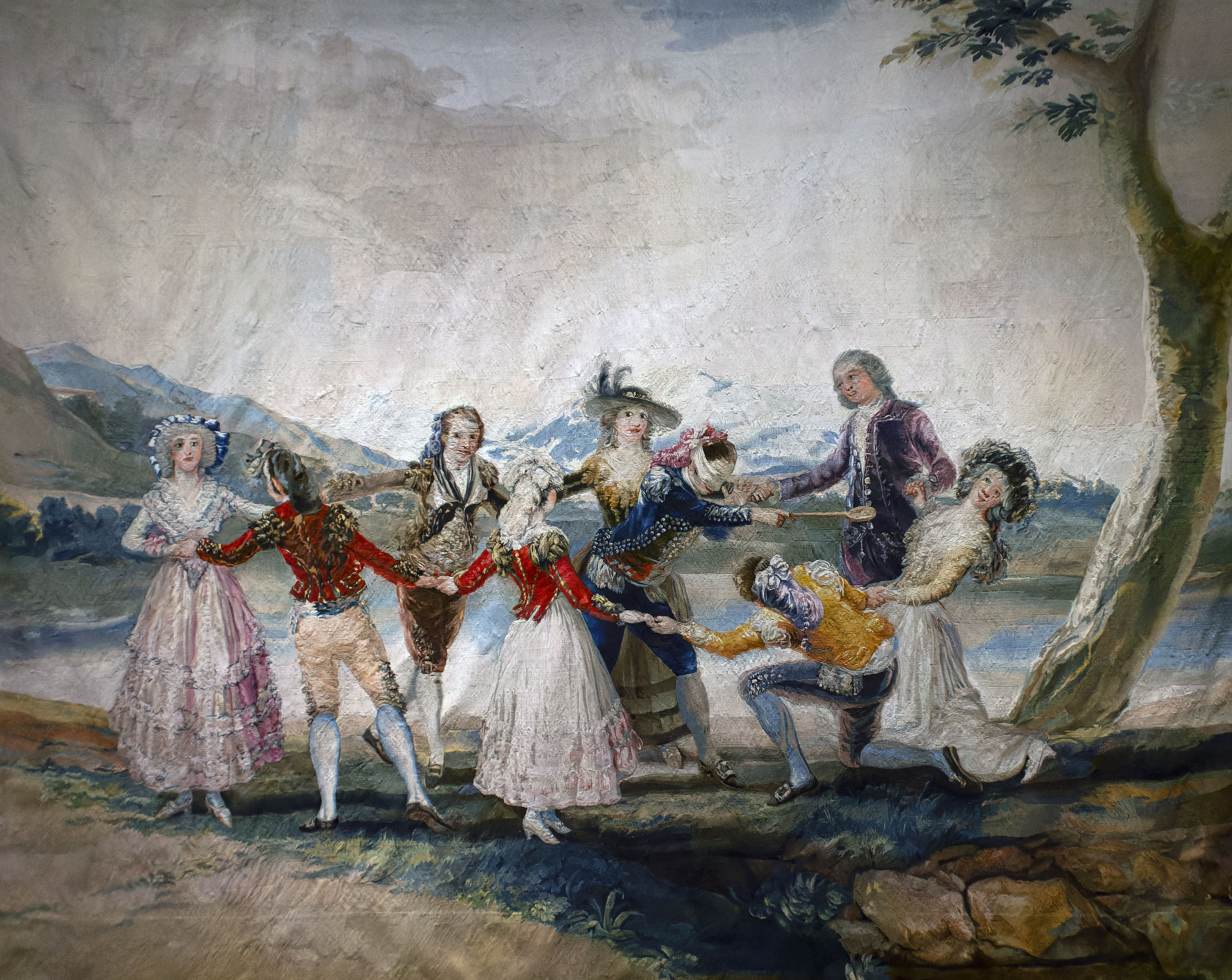
Collecion Real, palacio Real de Madrid